# Mercado Modelo Coelho Cintra

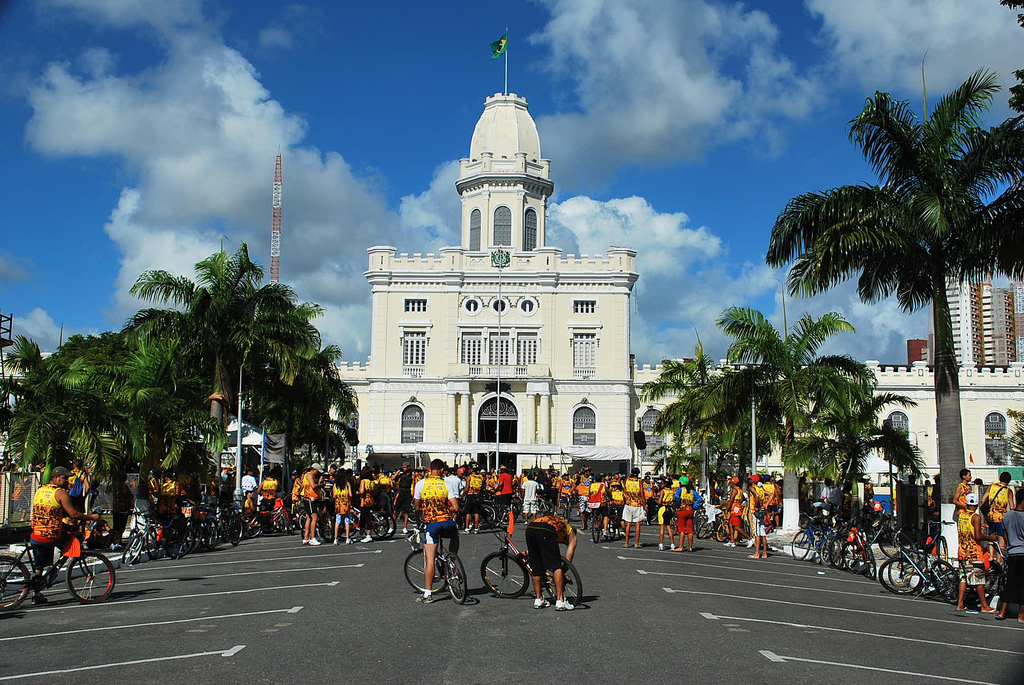
O antigo Mercado Modelo Coelho Cintra, hoje Quartel do Derby, sede da Polícia Militar de Pernambuco

O Mercado Modelo Coelho Cintra, também conhecido como Derby Centro Comercial ou simplesmente Derby, foi um centro comercial e de lazer concebido e construído pelo empreendedor Delmiro Gouveia num subúrbio do Recife, capital do estado brasileiro de Pernambuco, no local onde houvera um hipódromo.
Inaugurado em 7 de setembro de 1899, é tido como o primeiro "shopping center" do Brasil. O complexo contava com um estabelecimento hoteleiro: o Hotel Internacional.

## História
O empreendimento inédito no Brasil, fora inspirado na Exposição Universal de Chicago, de 1893 e seu mercado reflete o Fisheries Building, projetado por Ives Cobb para aquela exposição.
O empreendimento incluía mercado, hotel, cassino, velódromo, parque de diversões e loteamento residencial e causou admiração junto a segmentos da população do Recife, que se orgulhavam deste empreendimento a colocar a cidade em sintonia com o que havia de mais moderno e sofisticado no mundo da época. Expressão de progresso e civilidade, o Derby era um centro de diversões modernas que levou ao Recife os prazeres desconhecidos, produzidos com o auxílio da técnica e da ciência.
A escritora americana Marie Robinson Wright em seu livro The New Brazil (1901) descreve:

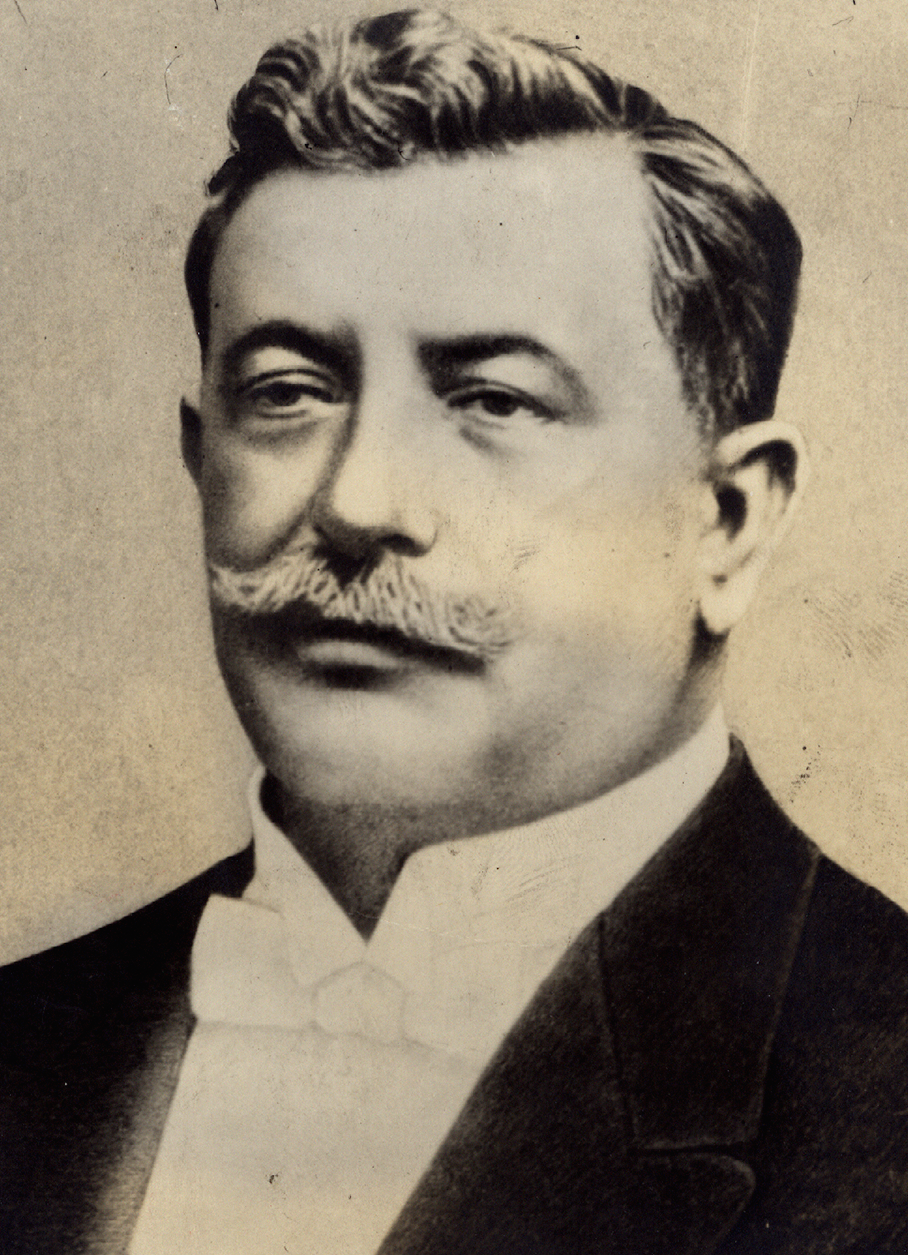
Delmiro Gouveia, industrial brasileiro.

O empreendimento contava com um dos melhores hotéis da América do Sul; o Hotel do Derby, que era considerado moderno em todos os sentidos, e prestava um padrão metropolitano de serviços. O mercado do Derby foi um dos maiores do gênero, no Brasil, e estava bem equipado para os negócios que diariamente nele eram realizados. Nele, além dos artigos comercializados nos mercados na época como os alimentos, se vendia gelo, jornais diários, artigos para fumantes. Havia filial da Livraria Francesa, lojas de perfumarias, lojas de tecidos, de calçados, de louças, de miudezas, e outras.
Estrategicamente localizado fora do centro da cidade, numa área cercada por rios e mangues, adotava já naquela época um dos princípios de marketing que norteiam os shopping centers do século XXI: a garantia um isolamento espacial, um ambiente autônomo e com lógica própria, ideal para favorecer as compras e longe de tudo aquilo que possa dificultá-la - o barulho e o movimento das ruas, a falta de segurança, as intempéries naturais. O Derby era ligado a outras localidades por bondes de bagagem, que trafegavam de manhã, para atender seus clientes.
No Derby a diversão era a finalidade do empreendimento, e o consumo era promovido como espetáculo, distração, aventura e prazer, procurando ligá-lo à ideia de progresso, distinção, status e bom gosto. Já naquele tempo utilizava iluminação elétrica com uso cenográfico, e seus funcionários eram orientados para atender com cortesia os clientes, enquanto a música, a variedade de comidas, bebidas e jogos formavam o espetáculo neste "Centro Comercial e de Diversões". A então magia proporcionada pela luz elétrica e pelo cinema encantavam seus frequentadores.
Era encorajada a prática de esportes, que passaram a ser símbolos de distinção social: corridas de bicicleta (com casa de apostas), regatas, ginástica, jogos de bilhar, dados e dominó, tiro ao alvo, boliche e corridas de pedestres. A exposição denominada "Paris no Derby", constitui-se "um pavilhão para exhibição de diversos apparelhos electricos de diversões" .
Os jornais do Recife noticiavam que grandes multidões, de até oito mil pessoas segundo matéria no Jornal Pequeno, frequentavam o Derby, e se constituíam num espetáculo à parte. Como os shopping centers de hoje em dia, o Derby visava a estender o consumo às horas livres, às noites, e aos dias santificados.

## O incêndio ateado, e a destruição total
| |  |  |
| Conselheiro Rosa e Silva, vice-presidente do Brasil, e Sigismundo Antônio Gonçalves, Governador de Pernambuco. |  |  |

Na madrugada do dia 2 de janeiro de 1900 a polícia do governador Sigismundo Gonçalves, inimigo político de Delmiro e fiel rocista, ligado ao Conselheiro Rosa e Silva, político que comandou com mão de ferro Pernambuco de 1896 a 1911, embora morasse no Rio de Janeiro, onde foi senador e vice-presidente da república, ateou deliberadamente fogo ao Derby, num ato criminoso previamente anunciado tanto por jornais situacionistas como oposicionistas, e que causou a total destruição do empreendimento.
O jornal recifense A Província publicou, em 4 de janeiro de 1900, um telegrama atribuído ao governador Sigismundo Gonçalves para o Conselheiro Rosa e Silva: "Mercado incendiado. Delmiro preso. Saudações, Sigismundo Gonçalves".